# Anna Arestenok
Anna Aleksandrovna Arestenok (Russisch: Анна Александровна Арестенок) (Vologda, 6 augustus 1997) is een Russisch basketbalspeelster die uitkomt voor verschillende teams in Rusland. Ze werd Meester in de sport van Rusland.

## Carrière
Arestenok begon haar profcarrière in 2015 bij Tsjevakata Vologda. Met Tsjevakata won ze in 2018 het Landskampioenschap van Rusland divisie C. In 2019 ging Arestenok spelen voor Dinamo Moskou. Ze won de bronzen medaille op het Europeeskampioenschap U20 met Rusland in 2017.

## Erelijst
- Landskampioen Rusland: 1 (divisie C)
  - Winnaar: 2018